# Chambre de commerce et d'industrie de la Martinique
La chambre de commerce et d'industrie de la Martinique est la CCI du département de la Martinique. Son siège est à Fort-de-France au 50, rue Ernest-Deproge.
Elle a trois antennes : Le Marin, La Trinité, Saint-Pierre

## Missions
À ce titre, elle est un organisme chargé de représenter les intérêts des 17 000 entreprises commerciales, industrielles et de service de la Martinique et de leur apporter certains services. C'est un établissement public qui gère en outre des équipements au profit de ces entreprises.
Comme toutes les CCI, elle est placée sous la double tutelle du Ministère de l'Industrie et du Ministère des PME, du Commerce et de l'Artisanat.

### Service aux entreprises
- Centre de formalités des entreprises
- Assistance technique au commerce
- Assistance technique à l'industrie
- Assistance technique aux entreprises de service
- Point A (apprentissage)

### Gestion d'équipements
- Port de Fort de France ;
- Aéroport international de Martinique-Aimé-Césaire ;
- Marina Pointe du Bout à Les Trois-Îlets.

### Centres de formation
- CFA ;
- Centre de formation continue ;
- EGC (École de gestion et de commerce) ;
- Supinfo : école privée d'informatique.

## Historique
- 1759 : chambre de commerce à Saint-Pierre, jusqu'à l'éruption de la montagne Pelée en 1902.
- 1914 : Devient la chambre de commerce de la Martinique.
- 1964 : Concession du port de Fort de France.
- 1966 : Concession de l’aéroport.

## Pour approfondir